# Rosanna Tavares
Rosanna Tavares (* 7. November 1961 in Nanuque (Minas Gerais/Brasilien); † 9. Oktober 2006 in Belo Horizonte) war eine brasilianische Sängerin, Perkussionistin und Gitarristin.
Sie war eine besonders in Europa sehr geschätzte Künstlerin, bekannt geworden im Duo Rosanna & Zélia.

## Leben
Rosanna Tavares hat als Kind gerne gesungen und schon als Achtjährige an ersten Gesangswettbewerben teilgenommen. 1974 siedelte ihre Familie von der bahianischen Grenze nach Itaúna bei Belo Horizonte um, dort bekam sie schnell Kontakt mit der weit gefächerten Musikszene der Hauptstadt von Minas Gerais. So lernte sie dort Zélia Fonseca kennen, mit der sie 30 Jahre lang gemeinsam musizierte, unterbrochen nur während des Zahnmedizinstudiums. 
Die beiden kamen 1989 nach Portugal und entdeckten, dass ihre Musik in Europa sehr erfolgreich war. Ihre Wege führten über Frankreich und Finnland nach Deutschland, wo sie sich 1993 schließlich in Frankfurt am Main niederließen. Sie arbeiteten mit vielen Musikern der lateinamerikanischen und Jazzszene zusammen, u. a. Dino Saluzzi, Howard Levy, Katharina Franck, Shantel, Angela Frontera und Ivan Santos. 
Die letzten zwei Jahre ihres Lebens waren vom Kampf gegen den Krebs bestimmt, dabei ist sie weiterhin  aufgetreten und hat in den letzten Wochen noch komponiert.